# تپه تاجی‌آباد ۱
تپه تاجی آباد ۱ مربوط به دوره نوسنگی - عصر مس - دوره هخامنشی - سده‌های اولیه و میانه دوران‌های تاریخی پس از اسلام است و در شهرستان ازنا، بخش جاپلق، دهستان جاپلق شرقی، ۱۱۰۰ متری شمال غربی روستای امامزاده قاسم واقع شده و این اثر در تاریخ ۷ اسفند ۱۳۸۶ با شمارهٔ ثبت ۲۱۳۹۱ به‌عنوان یکی از آثار ملی ایران به ثبت رسیده است.